# James E. Grunig
James E. Grunig es un teórico norteamericano de las relaciones públicas, que basó su trabajo en la gestión de la información en el seno de las empresas y organizaciones. Colaboró con Todd Hunt en la que ha resultado ser su obra más importante, Dirección en las relaciones públicas (Managing public relations) publicada el año 1984. 
Estos autores establecen cuatro modelos de Relaciones Públicas basados en la investigación empírica, y asentados en torno a dos ejes fundamentales. Estos ejes son los siguientes:

## Sincrónicos/Diacrónicos
·Sincrónicos: Buscan el beneficio de la organización. Únicamente analizan la opinión a posteriori imponiendo una visión propia.
·Diacrónicos: Buscan el beneficio mutuo. Afrontan abiertamente los problemas abogando por un alto grado de comunicación sustentado en el diálogo.

## Unidireccional/Bidireccional
·Unidireccional: Se basa en una única vía. El emisor informa y no hay capacidad de respuesta por parte del receptor.
·Bidireccional: La dirección comunica, informa, ordena, pero hay un interés por saber que opinan las otras partes (trabajadores, competencia). El receptor desempeña un rol activo.
A partir de estos ejes los autores crearon unos modelos teóricos similares, en mayor o menor medida, a estas tendencias organizativas:

## Agente de prensa
Surge entre 1850 y 1900 y es la teoría más negativa. Busca aumentar la notoriedad de la información. Para conseguirlo, se aleja de la veracidad ya que lo más relevante es que la imagen de la empresa salga bien parada. La función de las Relaciones Públicas en este modelo es difundir información incompleta o deformada sobre sus clientes. La vía de información es unidireccional, pues la empresa es la única que comunica. Se centra en fines propagandísticos y suele ser utilizada por empresas que se dedican a productos y servicios. La investigación pasa a un segundo plano, mientras que  sólo algunos datos cuantitativos son importantes.

## Información pública
Este modelo aparece a principios del siglo XX. Se basa en la difusión de información respetando los principios del periodismo: ofrecer una información completa, verdadera, contrastada y de carácter no comercial. Para ello, utiliza la comunicación unidirecciónal. Aunque en este caso el receptor no participa, sí que conoce toda la información. 

## Bidireccional asimétrico
Surge a partir de 1920. Su principal objetivo se centra en conseguir la persuasión científica y en buscar la adhesión del público utilizando métodos científicos. Estos facilitan el estudio de la actitud del destinatario y ayudan a que el receptor acepte el punto de vista de la organización. A pesar de la perspectiva científica, este modelo busca principalmente el beneficio de la organización. Por su parte, la asimetría indica que las relaciones entre emisor y receptor están desequilibradas a favor de la empresa. Ésta no modifica su comportamiento, sino que incide en la conducta del receptor. Este modelo es el más común en las empresas dedicadas a los bienes de consumo.

## Bidireccional simétrico
Se empieza a utilizar a partir de los años 60 del siglo XX, aunque se consolida en la década de los 80. Es considerado el modelo perfecto, ya que a través de la opinión del públicos introduce numerosas mejoras. Busca la  comprensión y el beneficio mutuo entre emisor y receptor. No es un modelo destinado a que el público conozca la realidad de la empresa, pero pretende que el receptor sea partícipe de ella. Se utiliza en empresas públicas o muy controladas por la administración. En este modelo es muy importante la investigación con el fin de conocer cómo acoge el público la organización.